# José S. Lasso de la Vega
José Sánchez Lasso de la Vega (Murcia, 29 de febrero de 1928-ibidem, 28 de septiembre de 1996) fue un filólogo y helenista español.

## Biografía
José Cristián Sánchez Lasso de la Vega nació en Murcia el 29 de febrero de 1928. Tras cursar bachillerato en su ciudad natal, estudió Filosofía y Letras en la Universidad de Madrid, licenciándose en Filología Clásica en 1950. Completó sus estudios en Hamburgo (donde asistió a las clases de grandes helenistas como Bruno Snell y Hartmut Erbse, y tuvo entre sus condiscípulos a Jean Irigoin) y se doctoró en 1951 con una tesis sobre La oración nominal en Homero, de la que fue director Manuel Fernández Galiano. Con posterioridad se doctoró también en Ciencias Políticas.
En 1952 ganó la cátedra de Griego de la Universidad de La Laguna, regresando en 1954 a la Universidad de Madrid como profesor adjunto. Ese mismo año obtuvo la cátedra de Griego del Instituto de Bachillerato Cervantes de Madrid, en el que impartió docencia durante más de una década compaginando la enseñanza secundaria con la universitaria y donde ya tuvo como alumnos a quienes serían posteriormente destacados helenistas como Alberto Bernabé Pajares y Emilio Suárez de la Torre.
Desde 1970 hasta su fallecimiento ejerció como catedrático de la Universidad Complutense de Madrid, siendo director de las tesis doctorales de José García López, Felisa Marcos Sanz, Juan Antonio López Férez, Antonio Bravo García, Luis Miguel Macía Aparicio, Antonio Guzmán Guerra, Blas Rodríguez Hernández, Marcos Martínez Hernández, Alberto Medina González, Elsa García Novo, Alicia Esteban Santos, Francisco Martín García, José Antonio Martín García, Pedro Carrión López, Fernando García Romero, Felipe Hernández Muñoz, Luis Cañigral Cortés, María Consolación Isart Hernández, Rosa María Mariño Sánchez-Elvira, María Julia Botella Vicent, Pedro Fernández Colinas y José Miguel García Ruiz.
En 1971 fundó, junto con Antonio Ruiz de Elvira y Luis Gil Fernández, la revista Cuadernos de Filología Clásica, de cuyo comité de redacción fue miembro en adelante, así como de las revistas especializadas Emerita, Estudios Clásicos y Myrtia.
Desde 1990 dirigió la revista Cuadernos de Filología Clásica (Estudios Griegos e Indoeuropeos).
Fue presidente de la Sociedad Española de Estudios Clásicos en 1974-1975 y director del departamento de Filología Griega de la Universidad Complutense de Madrid entre los años 1974 y 1981.
Falleció en Murcia el 28 de septiembre de 1996.

## Distinciones
En 1971 recibió el Premio Miguel de Unamuno (Premio Nacional de Literatura de Ensayo) por su libro De Sófocles a Brecht (Barcelona, Editorial Planeta).

## Obras
Los principales temas a los que José S. Lasso de la Vega prestó especial atención en sus muy numerosas publicaciones son los siguientes: literatura griega, humanismo, tradición clásica y traducción, filosofía y pensamiento, lingüística griega y comentario de textos, crítica textual griega y métrica griega.
Entre ellas cabe destacar las siguientes:
- La oración nominal en Homero, Madrid, CSIC, 1955, 224 págs.
- Héroe griego y santo cristiano, La Laguna, 1962, 88 págs.
- Ideales de la formación griega, Madrid, Rialp, 1966, 272 págs.
- Helenismo y literatura contemporánea, Madrid, Ed. Prensa Española, 1967, 327 págs.
- Sintaxis griega I, Madrid, CSIC, 1968, xxviii + 644 págs.
- De Sófocles a Brecht, Barcelona, Ed. Planeta, 1971, 379 págs. (2.ª ed., Barcelona, Planeta, 1974).
- Experiencia de lo clásico, Madrid, Public. del Ministerio de Educ. Nacional, 1971, 230 págs.
- De Safo a Platón, Barcelona, Planeta, 1976, 396 págs.
- Los temas griegos en el teatro francés contemporáneo (Cocteau, Gide, Anouilh), Murcia, Publ. de la Universidad (Departamentos de Latín y Griego), 1981, 254 págs.
- Karl Reinhardt y la filología clásica en el siglo XX, Cuadernos de la Fund. Pastor n.° 30, Madrid, 1983, 124 págs.
- La educación personalizada en la enseñanza de las lenguas clásicas, Madrid, Ed. Rialp, 1992, 295 págs. Volumen colectivo coordinado por José S. Lasso de la Vega (autor de tres de sus capítulos: «Introducción» (11-27), «La educación formal mediante el griego antiguo» (29-46) y «La explicación de textos» (165-202).
- Sófocles, recopilación de los trabajos de J. Lasso de la Vega sobre Sófocles, editados por E. García Novo et alii, Madrid, Ediciones Clásicas, 2003.